# Chidi Imoh
Chukwudi „Chidi” Imoh (ur. 27 sierpnia 1963) – nigeryjski lekkoatleta specjalizujący się w biegach sprinterskich, trzykrotny uczestnik letnich igrzysk olimpijskich (Los Angeles 1984, Seul 1988, Barcelona 1992), srebrny medalista olimpijski z Barcelony (1992) w biegu sztafetowym 4 x 100 metrów.

## Sukcesy sportowe
- czterokrotny mistrz Nigerii w biegu na 100 metrów – 1985, 1986, 1987, 1991[1]
- mistrz Nigerii w biegu na 200 metrów – 1990

| Rok  | Miasto    | Zawody                    | Konkurencja                      | Wynik         |
| ---- | --------- | ------------------------- | -------------------------------- | ------------- |
| 1983 | Edmonton  | Uniwersjada               | bieg na 100 m                    | złoty medal   |
| 1984 | Rabat     | Mistrzostwa Afryki        | bieg na 100 m sztafeta 4 × 100 m | złoty medal   |
| 1985 | Kair      | Mistrzostwa Afryki        | bieg na 100 m sztafeta 4 × 100 m | złoty medal   |
| 1985 | Kobe      | Uniwersjada               | bieg na 100 m                    | złoty medal   |
| 1985 | Canberra  | Puchar świata             | bieg na 100 m                    | 2. miejsce    |
| 1986 | Moskwa    | Igrzyska Dobrej Woli      | bieg na 100 m                    | srebrny medal |
| 1987 | Nairobi   | Igrzyska afrykańskie      | bieg na 100 m sztafeta 4 × 100 m | złoty medal   |
| 1988 | Annaba    | Mistrzostwa Afryki        | sztafeta 4 × 100 m               | złoty medal   |
| 1991 | Sewilla   | Halowe mistrzostwa świata | bieg na 60 m                     | brązowy medal |
| 1992 | Barcelona | Igrzyska olimpijskie      | sztafeta 4 × 100 m               | srebrny medal |

## Rekordy życiowe
- bieg na 60 metrów – 6,52 – Pireus 07/03/1990
- bieg na 100 metrów – 10,00 – Berlin 15/08/1986
- bieg na 200 metrów – 20,31 – Berno 23/08/1988
- bieg na 200 metrów (hala) – 21,21 – Karlsruhe 11/02/1990